# Buscemi (musiker)
 For alternative betydninger, se Buscemi (flertydig). (Se også artikler, som begynder med Buscemi)
Dirk Swartenbroekx, bedre kendt som Buscemi er en musiker fra Belgien.

## Diskografi
- Mocha supremo (1998)
- Our girl in havana (2001)
- Camino real (2003)